# منستئوس

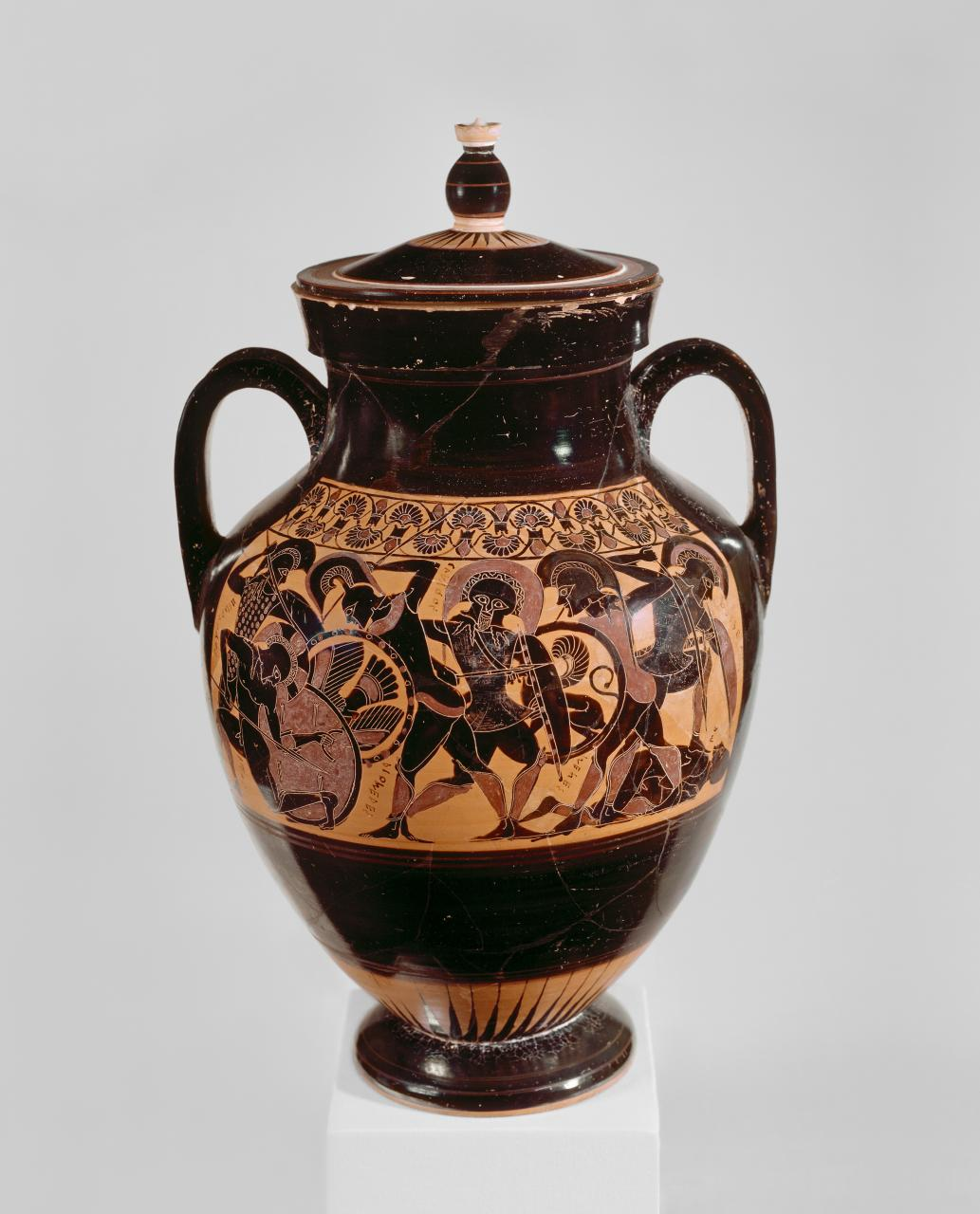
ظرفی با نقاشی از جنگ تروا

منستئوس (به یونانی: Μενεσθεύς) پادشاه افسانه‌ای آتن در زمان جنگ تروا بود. هنگامی که تسئوس به جهان زیرین رفت، منستئوس به پادشاهی آتن برگزیده‌شد. در طی جنگ تروا وی پنجاه کشتی سیاه را از آتن به تروا گسیل‌داشت. او همچنین یکی از جنگاورانی بود که در اسب تروا پنهان شده‌بودند. پس از جنگ تروا وی به میماس و سپس به میلوس که در آنجا به پادشاهی رسیده بود رفت. با مرگ منتسئوس پادشاهی آتن به دودمان تسئوس بازگشت.